# Kirche Rossin

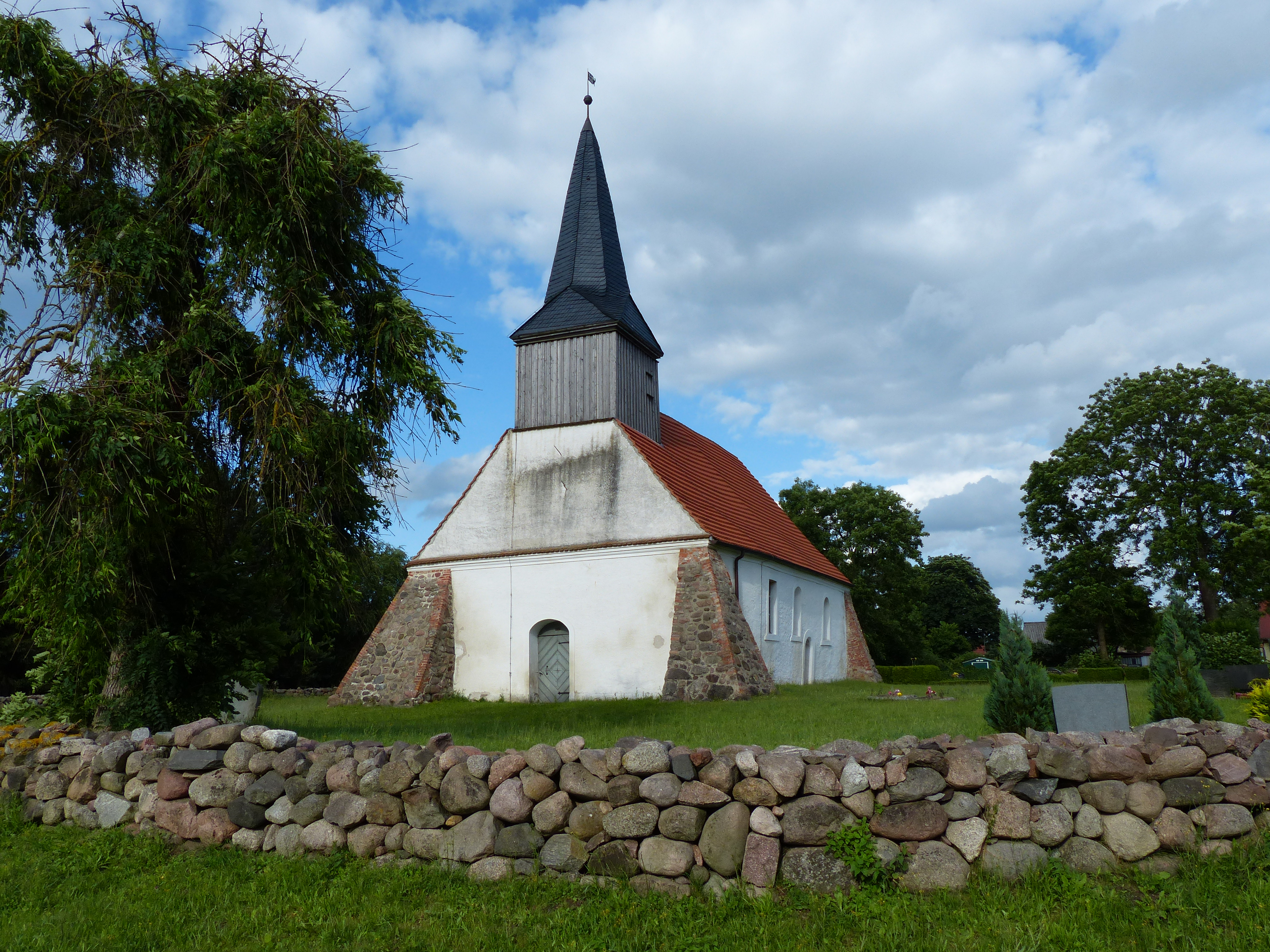
Kirche Rossin

Die evangelische Kirche Rossin ist eine Feldsteinkirche in der Gemeinde Rossin im Landkreis Vorpommern-Greifswald. Sie gehört zur Kirchengemeinde Ducherow in der Propstei Pasewalk des Pommerschen Evangelischen Kirchenkreises der Evangelisch-Lutherischen Kirche in Norddeutschland.

## Lage
Durch den Ort führt von Nordwesten kommend die Dorfstraße, die sich am historischen Dorfanger in West-Ost-Richtung aufspaltet und anschließend weiter nach Osten führt. Auf dem so umspannten Grundstück steht die Kirche auf einer erhöhten Fläche, die mit nicht lagig geschichteten und unbehauenen Feldsteinen eingefriedet ist.

## Geschichte
Die schlichte Saalkirche aus Feldstein stammt aus dem 15. Jahrhundert. 1678 fand eine umfassende Erneuerung statt, bei der die Fenster sowie das West- und das Südportal ihre segmentbogige Form erhielten. Dabei erhielt die Kirche den verbretterten Dachturm und wahrscheinlich auch die geböschten Eckstützpfeiler sowie den Verputz. Das Kirchenpatronat lag zu dieser Zeit bei der Familie von Köppern. Es ist daher wahrscheinlich, dass Hans-Jürgen von Köppern oder sein Sohn Curt Wilhelm den Umbau initiierten. In den Jahren 2000 und 2001 sanierte die Kirchengemeinde den Turm, 2008 die Orgel.

## Baubeschreibung

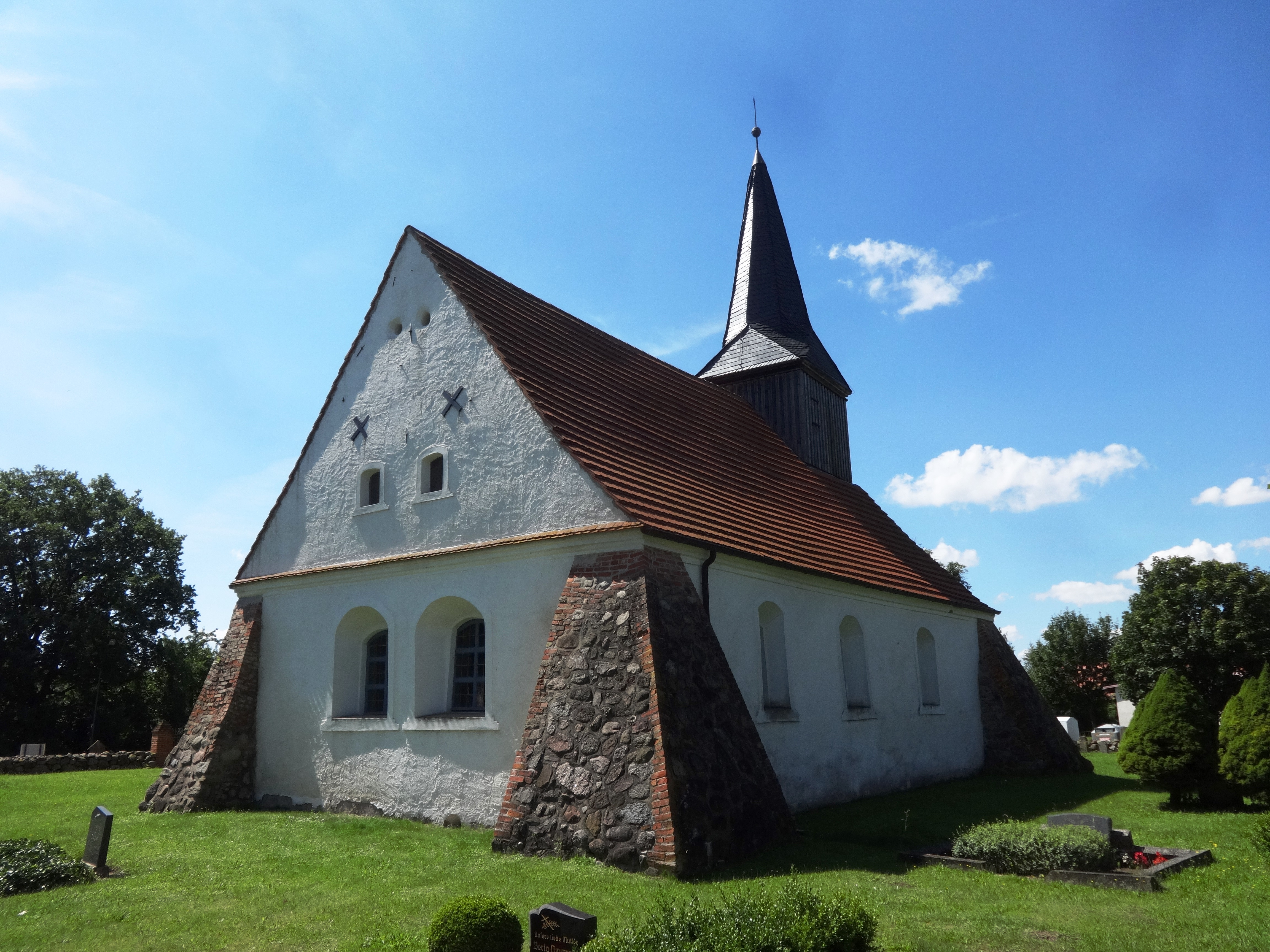
Ansicht von Nordosten

Das Bauwerk wurde aus Feldsteinen errichtet, auf die ein Putz aufgetragen wurde. Ohne weitere Untersuchungen können daher keine weiteren Aussagen, etwa zur Lagigkeit, getroffen werden. Der Chor ist gerade und nicht eingezogen. An der östlichen Chorwand sind zwei große, segmentbogenförmige Fenster mit abgefasten Faschen. Seitlich sind je zwei massive Strebepfeiler aus Feldsteinen sowie rötlichen Mauersteinen. Am Übergang zum Giebel ist ein umlaufender Fries. Im ebenfalls verputzten Giebel sind zwei kleine Fenster sowie unterhalb des Dachfirsts zwei kleine, kreisförmige Öffnungen.
Das Kirchenschiff hat einen rechteckigen Grundriss. An der Nordseite sind drei ungleichmäßig über die Fassade verteilte, segmentbogenförmige Fenster. An der Südseite sind dies zwei, dazwischen ausmittig ein kleines Portal. Ein weiteres, rechteckiges Fenster ist in Richtung Westen. Das Schiff trägt ein schlichtes Satteldach.
Der Westturm nimmt die volle Breite des Kirchenschiffs auf. Er kann durch ein ebenfalls segmentbogenförmiges Portal von Westen her betreten werden. Auch hier sind an den Ecken massive Strebepfeiler. Weitere Öffnungen sind nicht vorhanden. Das obere Turmgeschoss ist quadratisch und verbrettert. An der Nord- und Südseite ist ausmittig eine kleine, rechteckige Klangarkade. Daran schließt sich ein achtfach geknicktes
Pyramidendach an, dass mit Turmkugel und Wetterfahne abschließt.

## Ausstattung
Der schlichte Kanzelaltar mit Pilastern stammt von 1771. Der geschwungene Kanzelkorb ist in hellblauen Pastellfarben gehalten, die geschnitzten Wangen sind mit Akanthus verziert. Darüber ist ein Schalldeckel. Das Altargehege ist mit ausgesägten und bemalten Balusterbrettern ausgestattet. Der Verschlag der Sakristei und das Kirchengestühl werden auf den Anfang des 18. Jahrhunderts datiert, ebenso die Westempore mit plastisch profilierter Brüstung. Darunter ist seit 1952 eine Winterkirche.
Ein Epitaph aus Sandstein für Carolina Gustava von Cammen (eigentlich Gammen, geborene von Köppern; 1705–1719; sie heiratete 1718 und starb im Alter von 14 Jahren nach der Geburt von Zwillingen) ist in Barockformen ausgeführt. Oben befinden sich die Wappen der Familien von Köppern und von Gammen. Laut der Inschrift im unteren Bereich ließ Clara Agnese vom Gammen das Epitaph für ihre Tochter anfertigen.
Ein Grabstein für Claus Ernst von Rieben (* 1675; Erbherr aus Cosabrohm; † 1709 bei Mons in Brabant als preußischer Hauptmann) enthält in der Mitte das erhaben gearbeitete Wappen der Familie von Rieben. An beiden Längsseiten befinden sich insgesamt 15 Wappen verschiedener Adelsfamilien.
Das Bauwerk ist in seinem Innern flach gedeckt.
Die Glocke stammt von 1504. Sie ist 63 cm hoch und trägt eine Umschrift aus 3 cm hohen gotischen Minuskeln, deren Worte durch Pfennige und Brakteaten getrennt sind.

## Orgel
Die Orgel mit fünf Registern auf einem Manual mit angehängtem Pedal wurde 1863 in der Werkstatt von Barnim Grüneberg hergestellt und 2008 durch die Firma Mecklenburger Orgelbau restauriert. Die Disposition ist wie folgt:
| Manual |                       |    |                                                                       |
| 1.     | Principal             | 4′ | Metallregister (nur Groß C, D aus Holz), Pfeifen zum Teil im Prospekt |
| 2.     | Salicional            | 8′ | tiefe Pfeifen Holz, die anderen Metall                                |
| 3.     | Gedakt                | 8′ | tiefe Pfeifen Holz, ab fis0 Metallgedakt                              |
| 4.     | Flauto amabile        | 8′ | Metallregister                                                        |
| 5.     | Nasard 2 ⁄3′ / Oktave | 2′ | nach Vorlage komplett rekonstruiertes Metallregister                  |